# Ralph Kretschmar
Ralph Kretschmar (Berlino Est, 10 febbraio 1980) è un attore tedesco, attivo in campo televisivo e cinematografico.

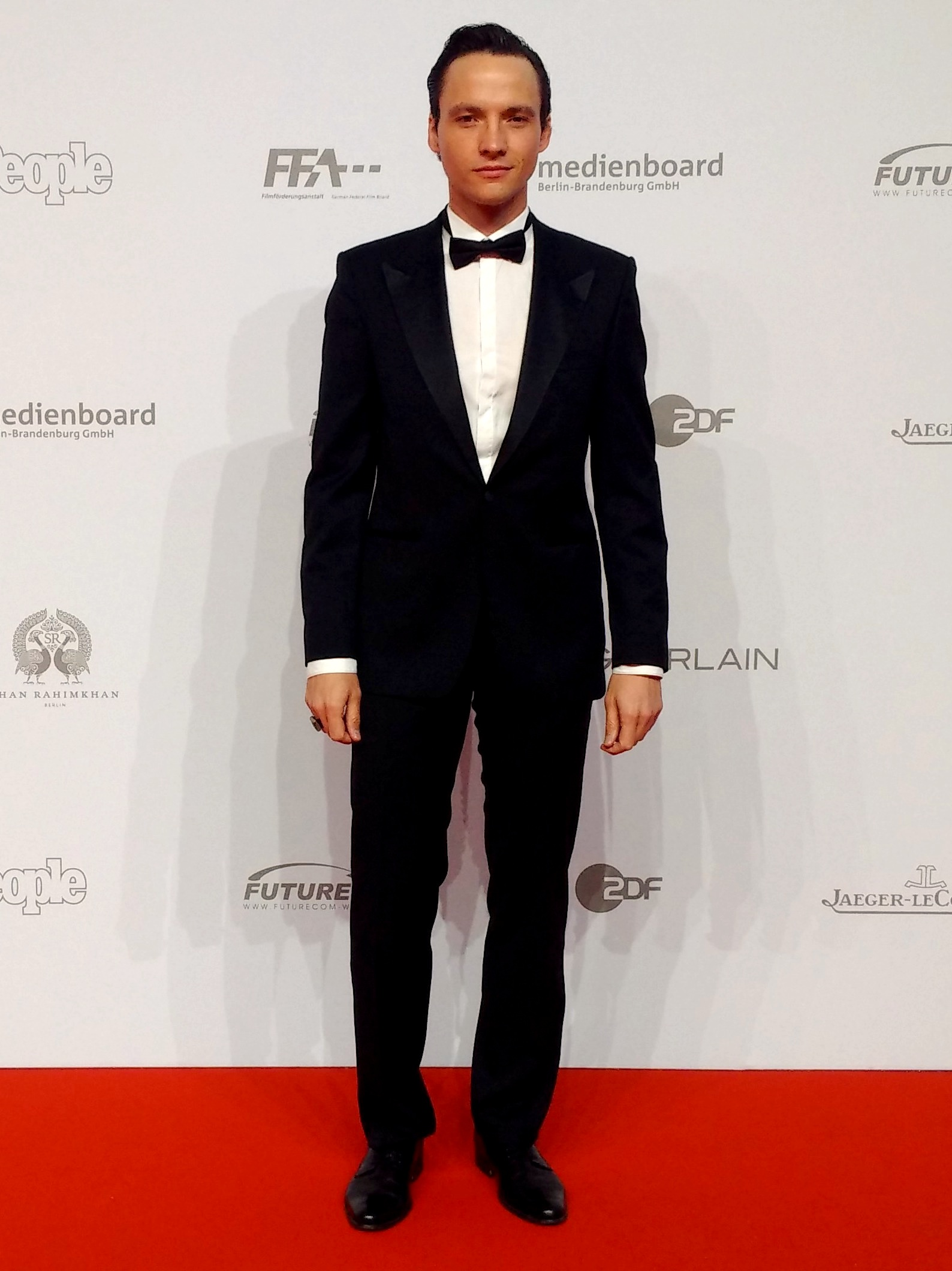
Ralph Kretschmar (2015)

Complessivamente, ha partecipato ad oltre una trentina di produzioni, tra cinema e televisione.

Tra i suoi ruoli principali, figurano quello di Heiko Berger nella soap opera Bianca (Bianca - Wege zum Glück, 2004), quello di Niels Krüger nella serie televisiva Guardia costiera (Küstenwache, 2005-2011) e quello di Ron nel film Little Paris (2008).

## Filmografia parziale

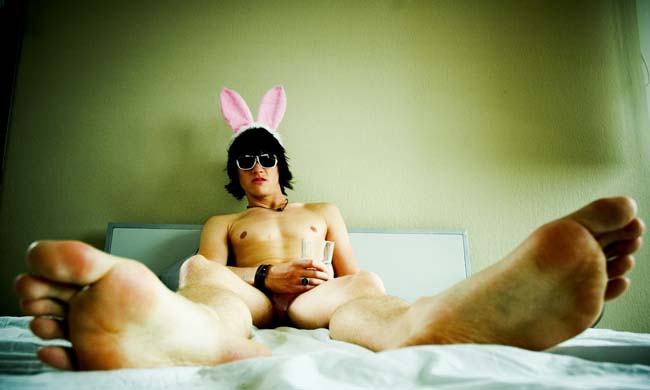
Ralph Kretschmar in una scena del film Little Paris

### Cinema
- The Ballad Battle (2005) - ruolo: Friedrich Schiller
- Ludgers Fall (2006) - Max
- Little Paris (2008) - Ron
- La banda Baader Meinhof (2008)
- Hangtime - Kein leichtes Spiel (2009) - Samy
- Kalte Karibik (2010) - Max
- This is Beat - Sfida di ballo (2011) - Martin
- Gegen Morgen (2011)

### Televisione
- Zwei vom Blitz getroffen - film TV (2000) - ruolo: Ralf
- Gute Zeiten, schlechte Zeiten - soap opera , 3 episodi (2002) - Jakob Schilling
- Sternenfänger - serie TV, 2 episodi (2002) - Raffael
- Mama macht's möglich - film TV (2003)
- Lolle  (Berlin, Berlin) - serie TV, 1 episodio (2004)
- Verführung in 6 Gängen - film TV (2004) - Tim
- Fliehendes Land - film TV (2004) - Lukas
- Bianca (Bianca - Wege zum Glück) - soap opera (2004) - Heiko Berger
- Sabine!! - serie TV, 3 episodi (2004-2005)
- Squadra Speciale Vienna (SOKO Wien) - serie TV, 1 episodio (2005)
- Guardia costiera (Küstenwache) - serie TV, 69 episodi (2005-2011) - Nils Krüger
- Il medico di campagna (Der Landarzt) - serie TV, 1 episodio (2008)
- Soko 5113 - serie TV, 1 episodio (2009) - Julian Leitberger
- Squadra Speciale Colonia (SOKO Köln)  - serie TV, 1 episodio (2009) - Tobias Hoffmann
- Finalmente arriva Kalle (Da kommt Kalle) - serie TV, 1 episodio (2011)
- Schreie der Vergessenen - film TV (2011) - Oliver
- Un caso per due (Ein Fall für zwei) - serie TV, 1 episodio (2011) - David
- Hamburg Distretto 21 - serie TV, 1 episodio (2011) - Daniel Besicz
- SOKO Wismar - serie TV, 1 episodio (2012) - Jens Kohler
- Die Mongolettes - Wir wollen rocken! - film TV (2012) - Dott. Spree
- Tatort - serie TV, 1 episodio (2013) - Martin Zöllner

## Doppiaggi
- Felix - Il coniglietto giramondo (Felix - Ein Hase auf Weltreise, 2005)
- Urban Scumbags vs. Countryside Zombies Reanimated by Maxim Matthew (2008) - Druggy

## Doppiatori italiani
- In  Guardia costiera, Ralph Kretschmar è doppiato da Daniele Raffaeli[5]